# Рејмонд Брејн
Рејмонд Ернест Мишел Брејн (Антверпен, 28. април 1907 – Антверпен, 24. децембар 1978) био је белгијски фудбалски нападач. Такође је био први белгијски професионални играч када је добио трансфер у Спарту из Прага 1930. године. Брејн је одиграо 54 утакмице за белгијску фудбалску репрезентацију и постигао 26 голова, што га чини петим најбољим стрелцем Белгије свих времена.